# Sherone Simpson
Sherone Simpson (Manchester, 12 de agosto de 1984) é uma atleta, velocista e campeã olímpica jamaicana.
Simpson integrou o revezamento 4x100 m da Jamaica, campeão olímpico em Atenas 2004, junto com Tayna Lawrence, Aleen Bailey e Veronica Campbell. Em Pequim 2008, ela conquistou a prata nos 100 m rasos.
Além das conquistas olímpicas, ela também tem duas medalhas de prata no 4x100 m nos Mundiais de Atletismo de Helsinque 2005 e Daegu 2011. Sua melhor marca para os 100 m é 10s82 e 22s00 nos 200 m rasos, as duas marcas conquistadas em 2006.

## Dopagem
Em 14 de julho de 2013 foi detectado em seu exame anti-dopagem o uso de substância proibida no esporte, oxilofrina. Foi condenada a 18 meses de suspensão em abril de 2014 pela Comissão Jamaicana Antidoping, com pena retroativa a 21 de junho de 2013, quando testou positivo para o estimulante, o que a deixa fora de competições esportivas até dezembro de 2014. Na mesma ocasião, o velocista Asafa Powell também testou positivo para a mesma substância. A alegação dos dois é a de que um novo treinador contratado havia fornecido suplementos vitamínicos - Epiphany D1 - onde se encontrava a anfetamina proibida, sem seu conhecimento. Simpson pretende recorrer ao Tribunal Arbitral do Esporte.